# Xiaomi Mi 9
De Xiaomi Mi 9 is een Android smartphone van de Chinese fabrikant Xiaomi in de Mi-serie. Het toestel werd aangekondigd in februari 2019.

## Specificaties
De Xiaomi Mi 9 beschikt over een Qualcomm Snapdragon 855-processor en een Adrena 640 grafische chip. Het toestel gebruikt de nieuwste versie van het besturingssysteem, Android 10, met een aangepaste ROM MIUI 11, ook hier de nieuwste versie.